# Shigechiyo Izumi
 (mai 2009).
Si vous disposez d'ouvrages ou d'articles de référence ou si vous connaissez des sites web de qualité traitant du thème abordé ici, merci de compléter l'article en donnant les références utiles à sa vérifiabilité et en les liant à la section « Notes et références ».
Shigechiyo Izumi (japonais : 泉 重千代  Izumi Shigechiyo), né le 29 juin 1865 (ou en 1880) et mort le 21 février 1986 à Tokunoshima (îles Amami, royaume de Ryūkyū jusqu'en 1879, puis Japon), est, selon le Livre Guinness des records, le doyen de l'humanité (la personne à l'âge authentifié le plus avancé du monde) après le décès de Niwa Kawamoto, également originaire du Japon. Il a depuis été détrôné par Jeanne Calment. 
Si son âge est exact, il aurait atteint l'âge de 120 ans, bien plus que toute autre personne de sexe masculin, n'ayant été dépassé que par Jeanne Calment sur le plan de la longévité. Cependant sa date de naissance a été remise en cause après son décès : il serait, selon ces contestations, mort à l'âge de 105 ans et non 120.

## Biographie
En 1865, Shigechiyo Izumi est le fils unique de Tameminamoto Izumi et de sa mère Tsurukame. Il perd ses parents à l'âge de 6 mois, en février 1866, et est élevé par son oncle durant six ans. En 1871, il a 6 ans lors du premier recensement effectué par le gouvernement Meiji. Il commence à travailler l'année suivante en conduisant des animaux de trait autour d'un moulin à sucre. En 1885, à 20 ans, il est examiné pour la conscription, mais on dit qu'il fut exempté du service militaire parce qu'il était le fils aîné, et il reprend l'agriculture. Shigechiyo Izumi possède des champs de canne à sucre et des rizières. Il gagne sa vie en cultivant lui-même. Shigechiyo Izumi se marie en 1904, à l'âge de 39 ans, avec Miya Tadashi (1866-1956). En 1909, ils se rendent à Okinawa sur un voilier pour leur lune de miel. En 1918, à la fin de la Première Guerre Mondiale, ils ont un fils aîné qui décède en 1920 à l'âge d'1 an et 7 mois. En 1924, il adopte une fille, qui meurt en 1944. 
L'année suivante, à la fin de la Seconde Guerre Mondiale, Shigechiyo Izumi et son épouse retournent dans sa ville natale et il reprend la "fabrication de sata (sucre)". En 1956, étant devenu veuf, Shigechiyo Izumi est pris en charge par la sœur de son épouse. Il détient le record de la plus longue vie professionnelle avec 98 ans. Ses enfants adoptifs, Akihiko et Nobue Izumi, prennent soin de lui. Il boit du Shōchū (une boisson alcoolisée japonaise à base d'orge) et fume jusqu'à l'âge de 100 ans passés. Il prend sa retraite de cultivateur de canne à sucre en 1970, à l'âge de 105 ans. 
Il mesurait 142 cm, pesait 42,6 kg, et vécut sous le gouvernement de 71 Premiers ministres japonais. Le livre Guinness des Records a trouvé un document attestant qu'il était âgé de 24 ans en 1889 lorsqu'il fut exempté du service militaire pour s’occuper des champs de canne à sucre. Il attribuait sa longue vie à « Dieu, Bouddha, et le Soleil ».

## Mort
Mort de pneumonie après une brève hospitalisation le 21 février 1986 à 12h15 GMT, cette date correspond fortuitement à l'anniversaire des 111 ans de Jeanne Calment. Il avait 120 ans et 237 jours (si sa date de naissance est correcte). Il était la seule personne survivante des années 1860, le seul homme documenté à avoir dépassé 116 ans et le plus long détenteur du titre de doyen de l'humanité (du 16 novembre 1976 au 21 février 1986, soit un peu moins de 10 ans).
Après sa mort, l'américaine Mamie Eva Keith devint à son tour la doyenne de l'humanité et ainsi, pendant 20 ans, seules des femmes ont détenu ce titre jusqu'à ce que Emiliano Mercado del Toro (Porto Rico) le devienne à son tour le 11 décembre 2006 (115 ans).

## Polémique: l'hypothèse dunécronyme
Des recherches posthumes ont éveillé certains doutes, notamment parce que le document qui était considéré comme son propre certificat de naissance pourrait avoir été en fait celui de son frère aîné, mort en bas âge, et dont le nom aurait été réutilisé comme nécronyme. Puisqu'il existe une mention de Shigechiyo Izumi dans le registre de famille d'Izumi en 1872, il est contradictoire qu'Izumi soit né en 1880, mais à cet égard, "Weekly Yomiuri" a créé un registre de famille car Tokunoshima est une île éloignée. Le directeur du département d'épidémiologie du Tokyo Metropolitan Institute of Gerontology a ainsi suggéré qu'il était en réalité certainement né en 1880. Dans ce cas, il serait mort à 105 ans au lieu de 120.